# Антонов, Юрий Александрович
Ю́рий Алекса́ндрович Анто́нов (род. 10 марта 1949) — российский дипломат. Чрезвычайный и полномочный посланник 1 класса (2010).

## Биография
Окончил Московский государственный институт международных отношений (МГИМО) МИД СССР (1972). Владеет английским и арабским языками. На дипломатической работе с 1972 года.
- В 1993—1998 годах — генеральный консул России в Адене (Йемен).
- В 2001—2003 годах — заместитель директора Департамента кадров МИД России.
- С 13 мая 2003 по 28 января 2008 года — чрезвычайный и полномочный посол Российской Федерации в Бахрейне[1][2].
- В 2008—2011 годах — заместитель директора Департамента Африки МИД России.
- В 2011—2014 годах — генеральный консул России в Одессе (Украина).

## Дипломатический ранг
- Чрезвычайный и полномочный посланник 2 класса (2 июня 1993)[3].
- Чрезвычайный и полномочный посланник 1 класса (12 апреля 2010)[4].